# Sercué
Sercué es una localidad del término municipal de Fanlo, en el Sobrarbe, provincia de Huesca, Aragón.

## Geografía
Se encuentra dentro del valle de Vió, recostado en la ladera sur del pico Mondoto, a 1278 msnm.

## Historia
En la década de los 60 quedó completamente despoblado. Actualmente, muchas de las viviendas están rehabilitadas, aunque no vive nadie de forma fija.

## Lugares de interés

### Iglesia de San Martín
Iglesia del siglo XVIII.

## Fiestas
- 16 de agosto: fiesta mayor en honor a San Roque.
- 15 de septiembre: romería a la ermita de San Úrbez.

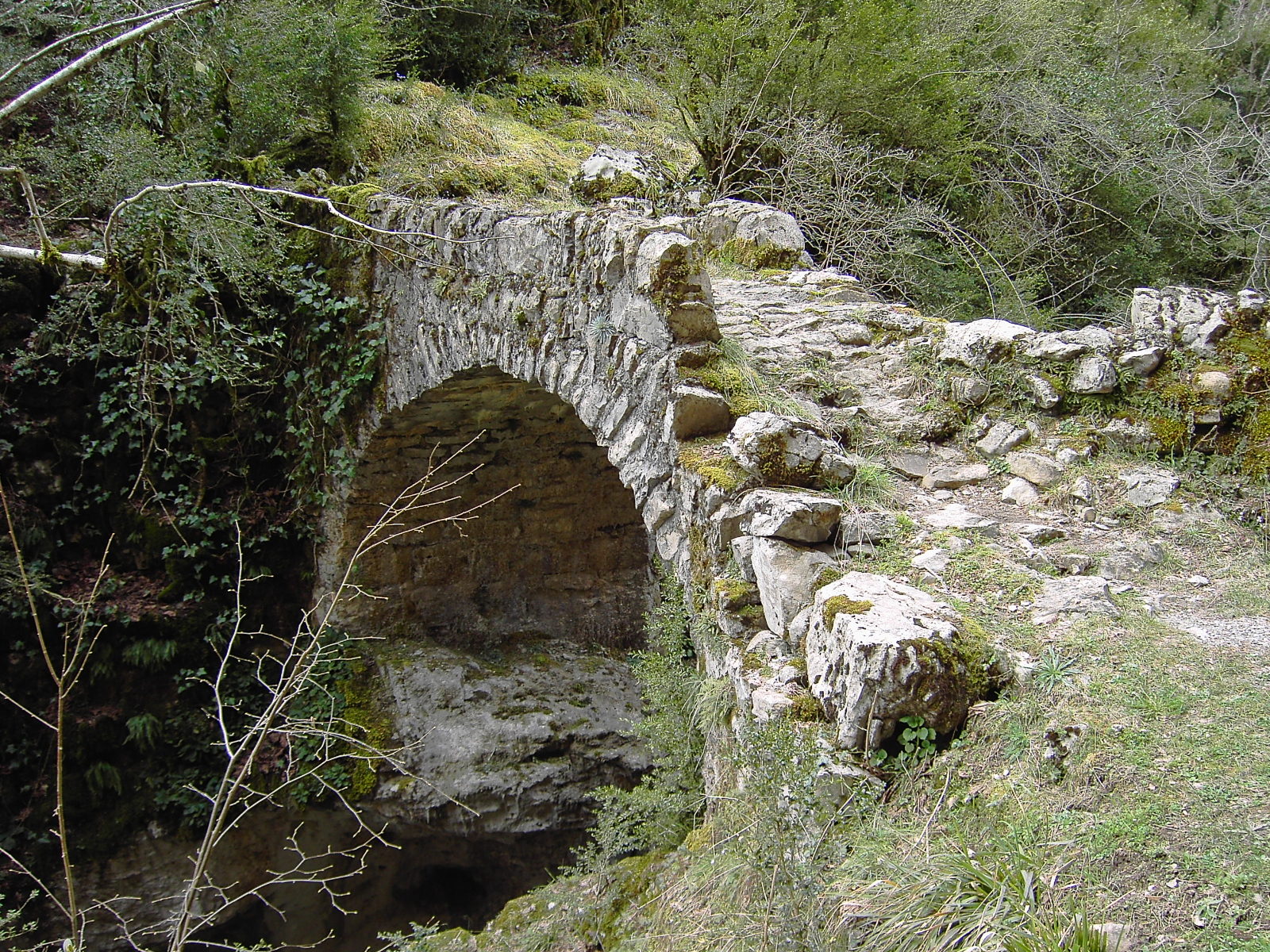
El puente de acceso sobre el barranco de Aso.